# 錫里巴拉
錫里巴拉（法語：Siribala），是馬里的城鎮，位於該國中部，由塞古區的尼奧諾省負責管轄，面積445平方公里，海拔高度274米，2009年人口37,065，人口密度每平方公里83人。